# گرگ‌نما (فیلم ۲۰۱۸)
گرگ‌نما (به انگلیسی: Werewolf) فیلمی به کارگردانی آدرین پانِک محصول سال ۲۰۱۸ است.

## داستان
تابستان ۱۹۴۵. هشت کودکِ فراری از اردوگاه کار اجباری گروس روزن، یک مکان موقت برای مخفی شدن در نزدیکی یک یتیم‌خانه متروک در دلِ جنگل پیدا می‌کنند. اکنون به نظر می‌رسد این کودکان ناآرام، پس از تحمل وحشت‌های دوران جنگ می‌توانند به زندگی عادی بازگردند. اما آرامشِ این فضای دل‌پذیر و سرشار از صلح به‌زودی برهم می‌خورد. کابوس بازمی‌گردد. سگ‌هایی درشت‌هیکل در محیط جنگل مشغول گشت‌زنی هستند. این سگ‌ها توسط افسران اس‌اس مستقر در کمپ گروس روزن در جنگل رها شده‌اند. سگ‌ها (که برای کشتن زندانی‌ها تعلیم دیده‌اند و بدین منظور از آن‌ها استفاده می‌شده) قهرمانان جوان را در ساختمان یتیم‌خانه به دام می‌اندازند. تمام تلاش‌های آن‌ها برای فرار با شکست مواجه می‌شود. کودکان بدون آب و غذا، دوباره به سمت جنون و توحش گام برمی‌دارند. اما خطر اصلی جایی در درون ساختمان در کمین آن‌هاست…

## جشنواره جهانی فیلم فجر
این فیلم در بخش سینمای سعادت (مسابقه بین‌الملل) سی و هفتمین جشنواره جهانی فیلم فجر حضور داشت. این جشنواره از ۲۹ فروردین تا ۶ اردیبهشت ۱۳۹۸ در شهر تهران برگزار شد.